# Lijst van op Shakespeare geïnspireerde muziekstukken
Dit is een lijst van op Shakespeare geïnspireerde muziekstukken.
- Antony and Cleopatra
  - Kurt Atterberg – Toneelmuziek
  - Samuel Barber – Opera op. 40
  - Mario Castelnuovo-Tedesco – Ouverture op. 134
  - Vincent d’Indy – Antoine et Cléopatre, symfonisch gedicht
  - Anton Rubinstein – Ouverture op. 116
- All's Well That Ends Well
  - Mario Castelnuovo-Tedesco - Opera
- As You Like It
  - Arthur Bliss – Toneelmuziek
  - Frank Bridge - Blow, blow thou winter wind
  - Mario Castelnuovo-Tedesco – Ouverture op. 166
  - Edward German – Toneelmuziek
  - Engelbert Humperdinck – Toneelmuziek
  - John-Knowles Paine – Ouverture
  - Alfred Reed – Rosalind in the Forest of Arden
  - Wilhelm Stenhammar – Toneelmuziek
  - William Walton – Filmmuziek
- The Winter's Tale
  - Kurt Atterberg – Toneelmuziek (En Vintersaga)
  - Lennox Berkeley – Toneelmuziek en suite op.54
  - Engelbert Humperdinck – Toneelmuziek
- Hamlet
  - Kurt Atterberg – Toneelmuziek
  - Hector Berlioz – Tristia, La mort d’Ophélie en Marche funèbre pour la dernière scène d’Hamlet
  - Boris Blacher – Symfonisch gedicht op.17 en ballet in drie scènes
  - Frank Bridge – There is a willow grows aslant a brook
  - Niels Gade – Concertouverture op. 37
  - Edward German – Symfonisch gedicht
  - Arthur Honegger – Toneelmuziek
  - Joseph Joachim – Hamlet Ouvertüre op. 4
  - Franz Liszt – Symfonisch gedicht
  - Saverio Mercadante – Opera
  - Sergej Prokofjev – Toneelmuziek op. 77
  - Alfred Reed – Toneelmuziek en Suite (Music for Hamlet)
  - Santiago Arnaldo Quinto Serna – Symfonie en suite
  - Dmitri Sjostakovitsj – Toneelmuziek op. 32 en filmmuziek op. 116
  - Ambroise Thomas – Opera
  - Pjotr Iljitsj Tsjaikovski – Fantasie-ouverture op. 67 en toneelmuziek op. 67a
  - William Walton – Filmmuziek
- Henry IV
  - Edward Gregson – Toneelmuziek
  - Joseph Joachim – Ouvertüre zu Heinrich IV
  - Ralph Vaughan Williams – Toneelmuziek
- Henry V
  - Saverio Mercadante – Opera La gioventu di Enrico V
  - Ralph Vaughan-Williams – Toneelmuziek
  - William Walton – Filmmuziek
- Henry VI
  - Edward Gregson – Toneelmuziek (The Plantagenets) en suite (The Sword and the Crown, The Kings Go Forth)
- Henry VIII
  - Edward German – Toneelmuziek
  - Paul Gilson – Prélude pour le drama Henry VIII
  - John Foulds – Incidental Music and Suite in the Olden Style
  - Arthur Sullivan – Toneelmuziek
- Julius Caesar
  - Mario Castelnuovo-Tedesco – Giulio Cesare op. 78, Ouverture
  - Felix Draeseke – Symfonisch gedicht
  - John Ireland & Geoffrey Bush – Scherzo & Cortège from Julius Caesar
  - Miklós Rózsa – Filmmuziek
  - Robert Schumann – Ouverture op. 128
  - Rudolf Tobias – Ouverture
- King Lear
  - Hector Berlioz – Ouverture
  - Aribert Reimann – Lear, Opera
  - Aulis Sallinen – A Solemn Overture op. 75
  - Heinrich Schulz-Beuthen – Symfonie Nr. 6 ‘König Lear’
  - Dmitri Sjostakovitsj – Korol’Lir, Toneelmuziek op.58a
  - Johan Wagenaar – Ouverture op. 9
  - Felix Weingartner – König Lear op. 20, symfonisch gedicht
- Love's Labour's Lost
  - Mario Castelnuovo-Tedesco – Vier dansen uit Love’s Labor Lost, op. 167
- Macbeth
  - Granville Bantock – Toneelmuziek en ouverture
  - Ernest Bloch – Opera
  - Aram Chatsjatoerjan – Toneelmuziek
  - William Fry – Ouverture
  - Johan Halvorsen – Toneelmuziek
  - Jacques Ibert – Filmmuziek
  - Herman D. Koppel – Opera
  - Paul LeFlem – La folie de Lady Macbeth, ballet en radiomuziek
  - Joachim Raff – Ouverture
  - Emil Nikolaus von Rezniček – Hexenszene aus Macbeth
  - Louis Spohr – Ouverture op.75
  - Nikolaj Tsjerepnin - Scène dans la caverne des sorcières de Macbeth, op.12
  - Richard Strauss – Symfonisch gedicht op. 23
  - Arthur Sullivan – Ouverture en toneelmuziek
  - Giuseppe Verdi – Opera
  - William Walton – Toneelmuziek
- The Merchant of Venice
  - Hector Berlioz - Les Troyens: Heel duidelijk blijkt dat uit het liefdesduet tussen Dido en Aeneas in het vierde bedrijf, dat in feite een parafrase is van een tekst uit The Merchant of Venice.
  - Mario Castelnuovo-Tedesco – Opera en Il mercante di Venezia, op.76 – Ouverture
  - Buhuslav Foerster – Opera (Jessika)
  - Johan Halvorsen - De koopman van Venetië-suite
  - Engelbert Humperdinck – Toneelmuziek
  - Gösta Nystroem – Köpmannen i Venedig
  - Arthur Sullivan – Toneelmuziek
  - Ralph Vaughan Williams – Serenade to Music
  - Johan Wagenaar – Opera
- The Merry Wives of Windsor
  - Edward Elgar – Falstaff, symphonic study
  - Otto Nicolai – Die lustige Weiber von Windsor, Opera
  - Antonio Salieri – Falstaff, Opera
  - Arthur Sullivan – Toneelmuziek
  - Ralph Vaughan Williams – Sir John in Love, Opera
  - Giuseppe Verdi – Opera
- A Midsummer Night's Dream (toneelstuk)
  - Benjamin Britten – Opera
  - Mario Castelnuovo-Tedesco - Ouverture, op. 108
  - Roberto Mancinelli – Sogno di unna notte d’estate, Opera
  - Felix Mendelssohn Bartholdy – Ouverture op. 21 en toneelmuziek op. 61
  - Erich Korngold – Filmmuziek
  - Ernst Křenek – Toneelmuziek op. 46
- Much Ado About Nothing
  - Hector Berlioz – Béatrice et Bénédict, Opéra comique
  - Mario Castelnuovo-Tedesco – Ouverture op. 164
  - Edward German – Toneelmuziek
  - Erich Korngold – Toneelmuziek
  - Charles Villiers Stanford - Much Ado about nothing, op.76a (The marriage of a Hero), opera
- Othello
  - William Alwyn – The Moor of Venice, ouverture
  - Boris Blacher – Der Mohr von Venedig, ballet in acht scènes, op.50
  - Sergej Bortkiewicz – Symfonisch gedicht
  - Aram Chatsjatoerjan – Filmmuziek
  - Samuel Coleridge-Taylor – Othello Suite op.79
  - Antonín Dvořák – Symfonisch gedicht
  - Zdeněk Fibich – Symfonisch gedicht
  - Aleksandre Machavariani – Ballet
  - Joseph Raff – Ouverture
  - Alfred Reed – Toneelmuziek en Suite
  - Gioacchino Rossini – Opera
  - Giuseppe Verdi – Opera
- The Rape of Lucrece
  - Ottorino Respighi – Lucrezia, Opera
  - Benjamin Britten - The Rape of Lucretia, opera
  - Harald Sæverud – Lucretia Suite
- Richard II
  - Frederic Austin – Concert ouverture
  - Edward German – Toneelmuziek en Ouverture
  - Paul Gilson – Ouverture
  - Ralph Vaughan Williams – Toneelmuziek
- Richard III
  - Ralph Vaughan William – Toneelmuziek
  - Bedřich Smetana – Ouverture
  - Robert Volkmann – Ouverture op. 68
  - William Walton – Filmmuziek
- Romeo and Juliet
  - Jiří Antonín Benda – Opera
  - Hector Berlioz – Symphonie Dramatique
  - Leonard Bernstein – West Side Story, Musical en Symphonic Dances from …
  - Boris Blacher – Kameropera
  - Edward German – Toneelmuziek
  - Charles Gounod – Opera
  - Dmitri Kabalevski – Toneelmuziek
  - Constant Lambert – Ballet
  - Geoffrey Pierson – Ouverture
  - Gérard Presgurvic – Musical
  - Sergej Prokofjev – Ballet
  - Joachim Raff – Ouverture
  - Wilhelm Stenhammar – Toneelmuziek
  - Heinrich Sutermeister – Opera
  - Pjotr Iljitsj Tsjaikovski – Ouverture, Koormuziek (voltooid door Sergej Tanejev)
  - Dire Straits - Romeo and Juliet (Pop/Rock)
- The Taming of the Shrew
  - Herman Goetz – Der widerspänstigen Zähmung – Opera, ouverture
  - Jakob Rheinberger – Ouverture
  - Ermanno Wolf-Ferrari, – Sly, ovvero La legenda del dormiente risvegliato, Opera
  - Johan Wagenaar – Ouverture De getemde feeks
- Twelfth Night
  - Mario Castelnuovo-Tedesco – La dodicesima notte op. 73, ouverture
  - Alexander Mackenzie – Toneelmuziek
  - Alfred Reed – Twelfth Night
  - Johan Wagenaar - Ouverture Driekoningenavond
- Coriolanus
  - Ludwig van Beethoven, Ouverture Coriolan op. 62
  - Mario Castelnuovo-Tedesco - The tragedy of Coriolanus, op. 135, Ouverture
  - Jan Cikker – Opera
  - Alexander Mackenzie – Toneelmuziek
- The Tempest
  - Thomas Adès - The tempest, opera
  - Thomas Arne - “Where the bee sucks,…”
  - Kurt Atterberg – Toneelmuziek
  - Lennox Berkeley – Toneelmuziek
  - Hector Berlioz - Fantaisie sur la Tempête
  - Arthur Bliss – Toneelmuziek
  - Ernest Chausson - Toneelmuziek voor La Tempête (1888-89)
  - Engelbert Humperdinck – Toneelmuziek
  - Zdeněk Fibich – Symfonisch gedicht Boure op. 46
  - Arthur Honegger – La tempête, prelude
  - Frank Martin – Opera en suite uit de opera Der Sturm
  - Gösta Nystroem – Toneelmuziek
  - Joseph Raff – Ouverture
  - Alfred Reed – The Enchanted Island
  - Jean Sibelius – Toneelmuziek op. 119
  - Heinrich Sutermeister – Opera (Die Zauberinsel)
  - Pjotr Iljitsj Tsjaikovski – Symfonische fantasie ‘Burya’ op. 18
  - Felix Weingartner – Der Sturm: Ouverture en suite
  - Egon Wellesz – Prosperos Beschwörungen, 5 Symphonische Stücke op. 53
- Overige
  - Malcolm Arnold – Shakespearean Celloconcerto op. 136
  - Richard Rodney Bennett - Sonnet Sequence for tenor and strings
  - Bohuslav Foerster – Shakespeare Suite
  - Engelbert Humperdinck – Shakespeare-Suiten #1 & #2
  - Jules Massenet – Suite d’orchestre #3
  - Gösta Nystroem, – Sinfonia Shakespeariana (#4)
  - Alexandre Tansman – 6 sonnets for voice & orchestra
  - Ralph Vaughan Williams – Serenade to Music

De Engelse jazz-zangeres Cleo Laine nam met haar man en bandleider John Dankworth in 1964 een succesvol album op met de titel Shakespeare and All that Jazz.
In 2016 bracht Rufus Wainwright de cd "Take All My Loves: 9 Shakespeare Sonnets" uit waarop negen sonnetten van Shakespeare op muziek zijn gezet. Aan het album werkten verschillende artiesten mee waaronder William Shatner en Florence Welch